# Phosphorane
Phosphorane ist eine Gruppenbezeichnung für chemische Verbindungen mit der Summenformel PR5, also ein fünfwertiger Phosphor mit 5 kovalent gebundenen organischen Resten. Stammverbindung ist das nicht stabile Phosphoran PH5, heute λ5-Phosphan genannt. Eine nach den alten Regeln benannte Verbindung Pentaphenylphosphoran Ph5P (Ph = Phenylrest) müsste nach den geltenden Empfehlungen der IUPAC als Pentaphenyl-λ5-phosphan bezeichnet werden, was in der Praxis jedoch unüblich ist.
Auch Ylide werden als Phosphorane bezeichnet: So nennt man die einfachste Verbindung dieser Klasse, das (Me)3P=CH2 (Me = Methylgruppe), Trimethylmethylen-phosphoran, d. h., der Name Phosphoran steht für ein neutrales, fünfwertiges Phosphoratom. 
Pentaorganylphosphorane PR5 gibt es nur, wenn kein acides Proton am α-Kohlenstoff-Atom vorhanden ist. Aus diesem Grund ist auch das erste Phosphoran, das entdeckt wurde, das von Wittig synthetisierte Ph5P. Wird versucht, eine Phenyl-Gruppe durch eine Methyl-Gruppe zu ersetzen, werden Ylide gebildet. Im Zuge dieser Arbeiten wurde auch die nach ihm benannte Wittig-Reaktion gefunden, die in vielen industriellen Prozessen einen Schlüsselschritt darstellt (z. B. Synthese von Vitaminen).
Wenn man sich eines Kunstgriffs bedient, kann man aber dennoch Pentaalkylphosphorane herstellen: Phosphorane werden im Allgemeinen aus vierfach (tetraedrisch) koordinierten Phosphonium-Salzen (Tetraeder-Winkel: 109°) hergestellt. Wird das Phosphoratom in ein Ringsystem eingezwängt, welches eine hohe Spannung aufbaut, ist durch eine fünffache Koordinierung am Phosphorzentrum eine wesentliche Entspannung erreichbar, da eine äquatorial-axiale Koordinierung eine Verringerung des Winkels von 109° auf 90° ermöglicht. Erstmals wurde dieses Konzept 1971 durch Turnblom und Katz bei der Synthese des Homocubyl-trimethyl-phosphorans erfolgreich bewiesen. Das einfachste Pentaalkylphosphoran wurde nur wenig später von Schmidbaur und Holl hergestellt. Die Bestimmung der ersten Festkörperstruktur eines Pentaalkylphosphorans gelang Monkowius, Mitzel, Schier und Schmidbaur im Jahre 2002.